# Lord Jim Loge
Die Lord Jim Loge war ein Zusammenschluss mehrerer Künstler, unter anderem von Jörg Schlick, Martin Kippenberger, Albert Oehlen, Matjaž Grilj, Walter Grond und dem Schriftsteller Wolfgang Bauer. Seit 2005 wird sie von der Künstlergruppe monochrom weitergeführt.

## Wirkung
Das Motto der Lord Jim Loge lautete: „Keiner hilft keinem“. Jörg Schlick war der Herausgeber der Zeitschrift Sonne Busen Hammer, des Zentralorgans der Lord Jim Loge. Der Name der Loge kommt von einem Roman von Joseph Conrad, dessen Hauptfigur Lord Jim ein ewiger Verlierer ist, aber dabei ein Idealist bleibt. Die Lord Jim Loge verstand sich als ein „Männerbund des genuinen Widerstands gegen Denk- und Verhaltensschablonen“. Weitere Mitglieder waren u. a. Arnulf Rainer und Niki Lauda. Diese Aufnahmen in die Loge waren oft "Zwangsbeitritte" und manchmal wussten die neuen Mitglieder gar nichts davon. Friedrich Dürrenmatt wurde posthum, allerdings mit Einverständnis seiner Witwe, aufgenommen.

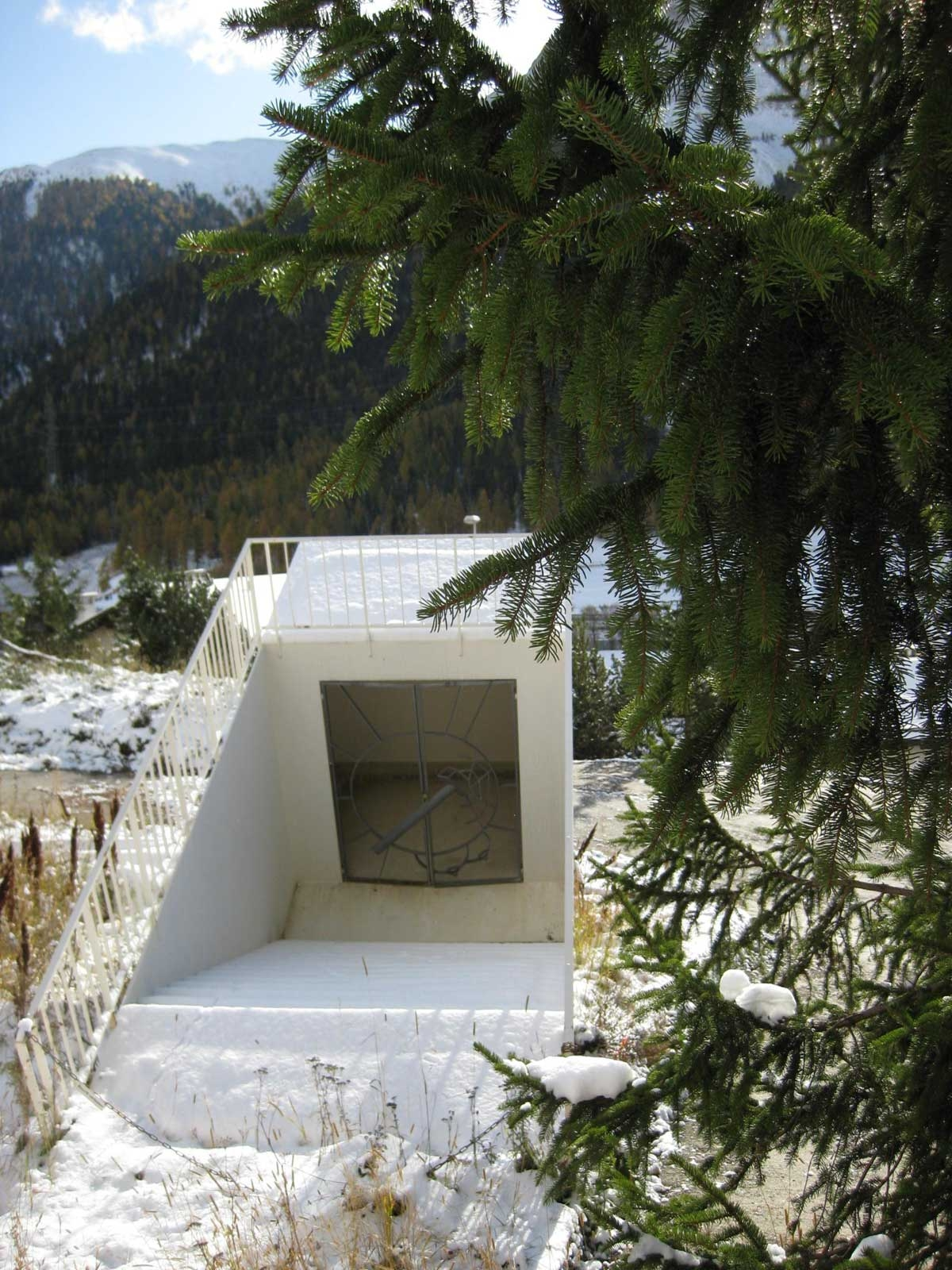
„Sonne Busen Hammer“-Logo an Kippenbergers U-Bahnschacht Metro-Net

Jedes der Mitglieder dieser Loge wurde angehalten, das „Sonne Busen Hammer“-Symbol und den Schriftzug „Keiner hilft Keinem“ in seinen Werken zu verwenden. Erklärtes Ziel war, dieses Signet „bekannter zu machen als das von Coca Cola“. Martin Kippenberger machte dies u. a. bei seinen Selbstporträts von 1988 und den „U-Bahn-Stationen“ (bei diesem Projekt sollte ein weltumspannendes U-Bahn-System errichtet werden, gebaut wurden aber nur Attrappen von Eingängen und Lüftungsschächten).
Mit dem Tod Kippenbergers 1997 hat die Lord Jim Loge ihre Tätigkeit, das Symbol mittels Werksintegration bekannt zu machen, aufgegeben. Durch die internationale Anerkennung der Œuvres von Martin Kippenberger, Albert Oehlen und Jörg Schlick hat die Lord Jim Loge bereits einen beachtlichen Bekanntheitsgrad erreicht.
1993 gründete die Berliner Künstlerin Lena Braun mit der Queen Barbie Loge ein weibliches Pendant zur Lord Jim Loge.

## Signet

Das Signet der Lord Jim Loge

Das Signet kam so zustande: Aky Bleich-Rossi plante 1985 eine Ausstellung mit Werken von Martin Kippenberger, Albert Oehlen, Bauer und Schlick. Wenige Tage vor der Vernissage zeichneten Oehlen und Kippenberger betrunken auf einen Zettel eine Sonne mit Hammer, Bauer kritzelte die Brüste dazu, und Schlick gestaltete damit das Plakat.
Erste 3D-Zeichnung durch Manfred Wolff-Plottegg 1991, Rendering 2006, 3D-Druck (Stereolithographie) 2011.

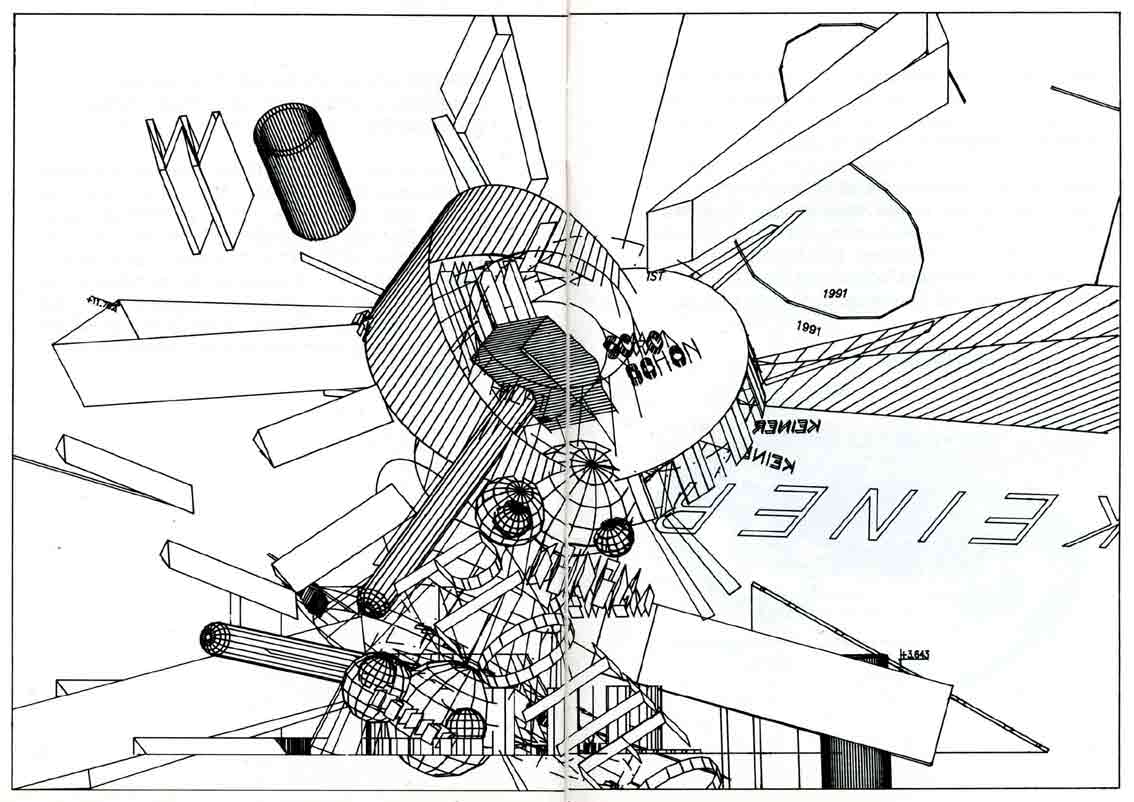
Das Signet der Lord Jim Loge 3-D Zeichnung

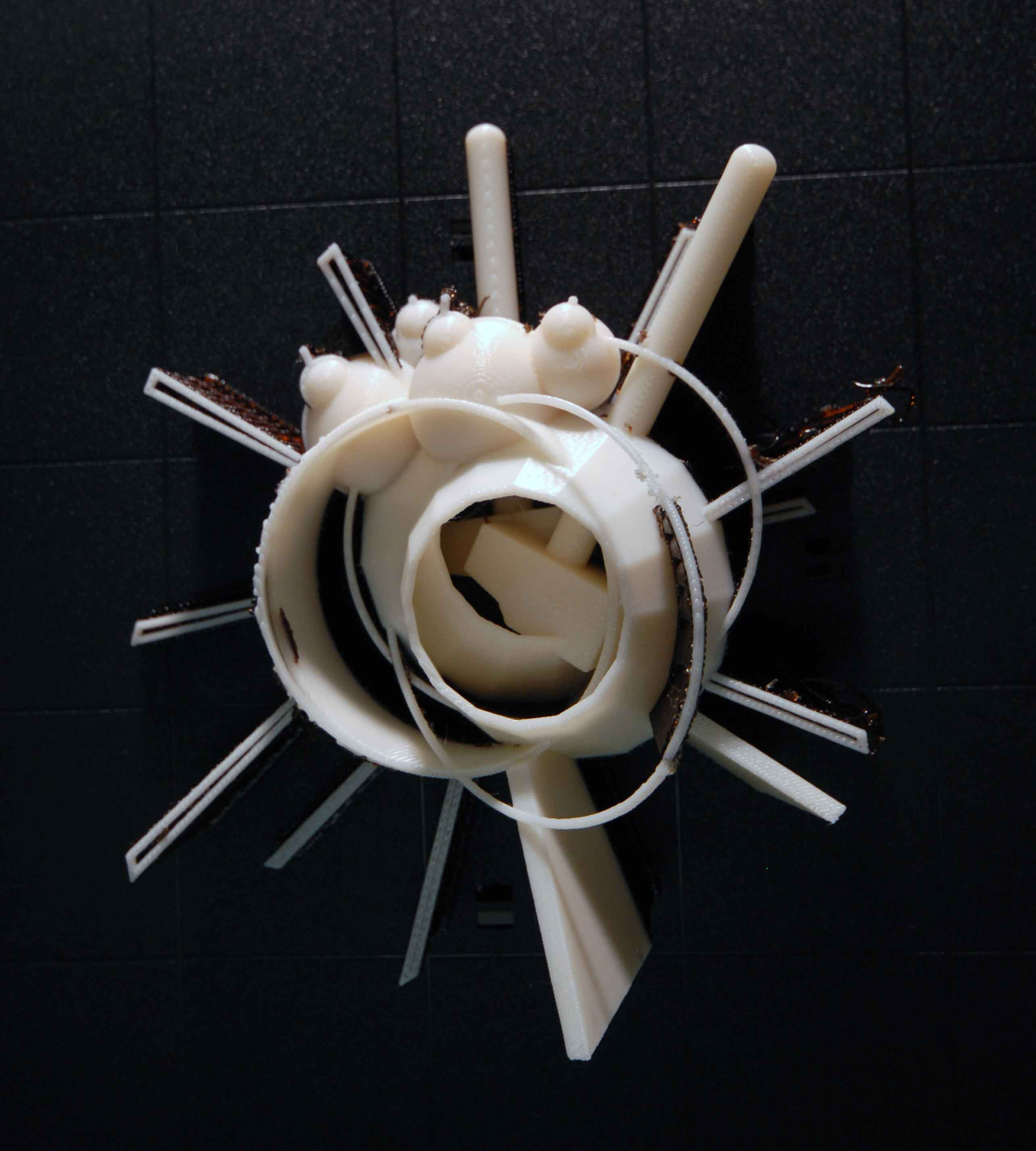
Das Signet der Lord Jim Loge als 3D-Druck

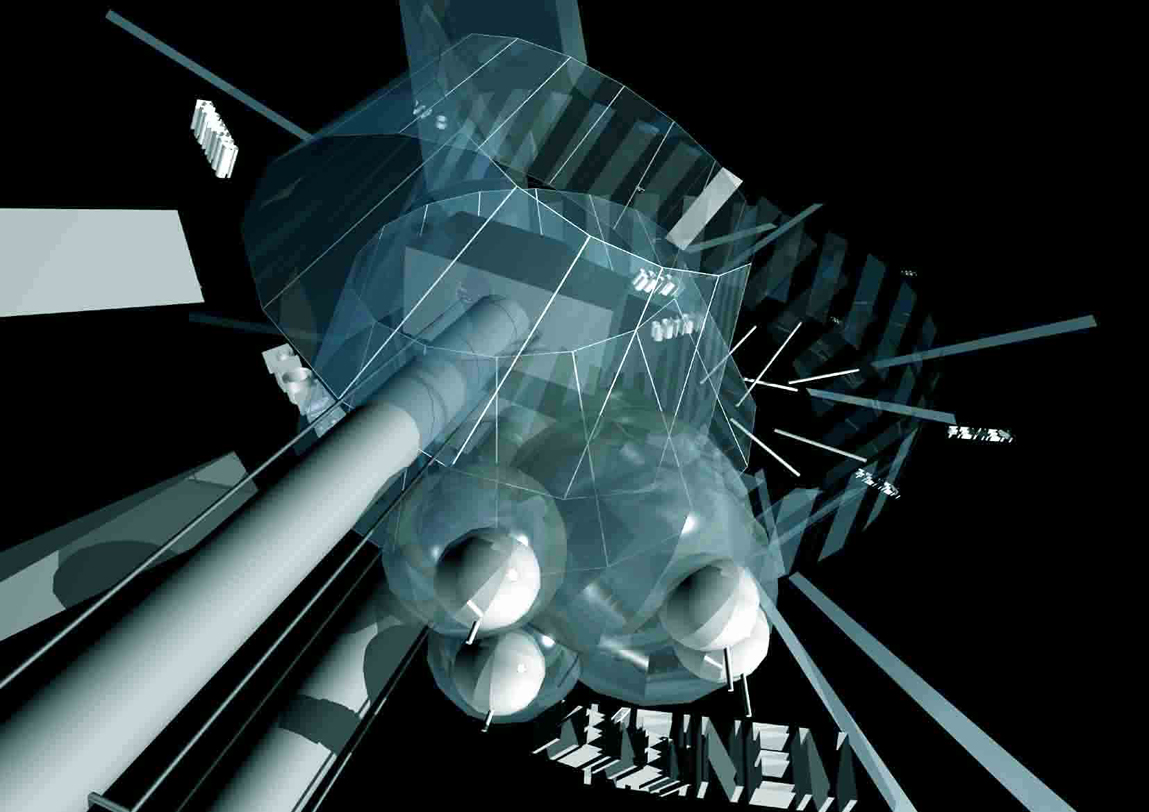
Das Signet der Lord Jim Loge Rendering

## Zeitschrift
Sonne Busen Hammer war eine (von Mai 1991 an) von Jörg Schlick in Graz herausgegebene Zeitschrift. Sie erschien in unregelmäßigen Abständen und stellte das Zentralorgan der Lord Jim Loge dar. Insgesamt wurden bis 1996 vierzehn Hefte (Nr. 1 bis Nr. 15 ohne Nr. 8) herausgegeben, wobei die Nummer 2 bereits mit 'Die Jubiläumsnummer' betitelt wurde und die Nr. 8 sogar nonexistent ist. Die Auflage betrug 600 bzw. vereinzelt 1000 Exemplare. Im April 2006 erschien Sonne Busen Hammer 16 (gleichzeitig monochrom #24) und im Mai 2007 Sonne Busen Hammer 17 (gleichzeitig monochrom #25) mit einer Auflage von jeweils 2000 Exemplaren in der edition mono. Nach längerer Pause erscheint 2014 schließlich Sonne Busen Hammer 18 (gleichzeitig monochrom #35).
Einzelne Titel der Zeitschrift

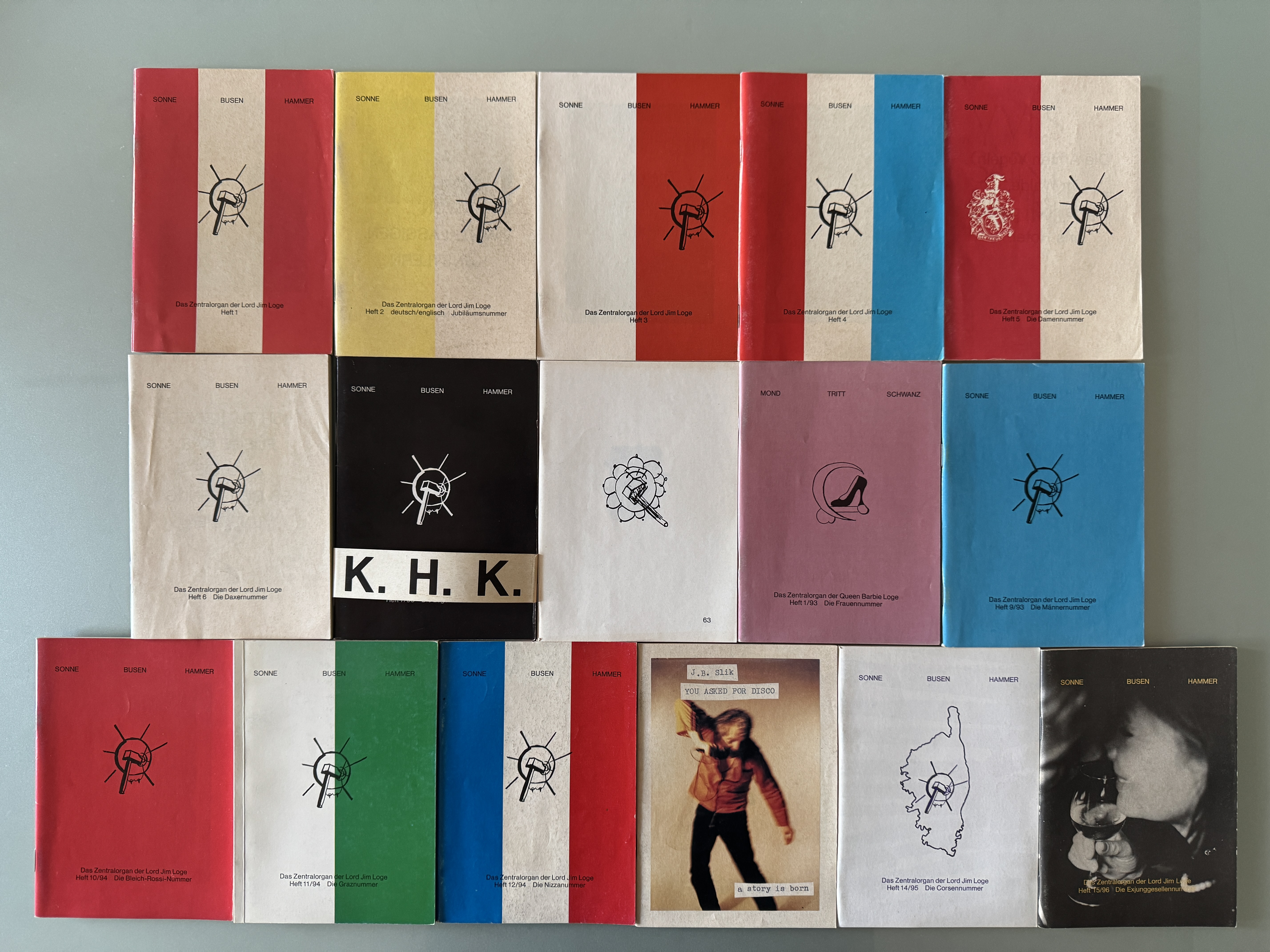
Kippenberger Martin - (Schlick, Jörg) Hrsg. SONNE BUSEN HAMMER. Das Zentralorgan der Lord Jim Loge. Heft 1–15 in 16 Heften. Graz, Edition Forum Stadtpark 1991–1996.

- Heft 1/91: Unter dem Motto „KEINER HILFT KEINEM“ zeigt das Multiple 'Ascona' von Schlick und bringt Aphorismen von Marin Petko, Kurt Kalb, Albert Oehler, Martin Kippenberger u. a. sowie die Texte „Die impressionistische Loge“ von Wolfgang Bauer und „Skizze zur Kippenbergerisierung der Welt“ von Walter Grond.
- Heft 2/92: Jubiläumsnummer, unter dem Motto „HALTUNG IST DAS PROBLEM VON ZWEITKLASSIGEN KÜNSTLERN“, mit Bildern aus der Ausstellung von Jörg Schlick und einem umfangreichen Text über den Künstler von Walter Grond auf Deutsch und Englisch.
- Heft 3/92: Unter dem Motto „The grass is always greener on the other side“ und „Der Hänger folgt immer dem Wagen“ Varianten mit einem Fotoportrait von Markus Lüpertz, aufgenommen von Benjamin Katz.
- Heft 4/92: Kippenberger im Gespräch mit Jan Hoet. Das von Kippenberger gestaltete Heft enthält sein Gespräch mit Jan Hoet, dem Leiter der 'documenta' 9 in Kassel und eingestreute Installationsphotographien der Ausstellung 'Deep Throat / Tiefes Kehlchen' in Wien und einen Text über die Ausstellung con Klaus Huber. Zudem Portraits von Kippenbergers Vater Gerd in Uniform als Frontispiz und auf dem hinteren Deckel (Koch 117).
- Heft 5/92: Die Damennummer, unter dem Motto „Die Armen Vögeln im Walde, die Reichen gehen in Hotel“ zeigt u. a. Bilder von Helmut Newton, Hans-Jörg Mayer, Rainer Fetting, Felix Vallotton, Werner Büttner, Cosima von Bonin und Alfons Walde.
- Heft 6/92: Die Daxernummer, das Stück von Grond „Habemus Papam oder Die betrunkene Laterne“ mit Schlick und Kippenberger als Personen 1992 im Hamburger Hafen. Nachwort von Karola Gräßlin (heute Kraus) über Jörg Schlick. Vom Kunstraum Daxer (Johannes Daxer, Karola Gräßlin) in München mitherausgegeben.
- Heft 7/93: Die Logonummer, in zwei Teilen/Heften, durchgehend paginiert, mit Varianten des Logos und Fortsetzung des Romans der Lord Jim Loge von Michel Würthle und der bedruckten Banderole K.H.K.
- [Heft 8:] 1/93: Die Frauennummer (Mond tritt Schwanz. Das Zentralorgan der Queen Barbie Loge. JEDE GEGEN JEDE - mit eigenen Signet: Sichel Phallus Stöckelschuh) verlegt von Lena Braun im Verein mit Schlick und Bruno Brunnet: Lena Braun, geb. 1961, hatte eben die Queen Barbie Loge als Pendant zur Lord Jim Loge von Martin Kippenberger, Albert Oehlen, Jörg Schlick gegründet, ihr Boudoir in der Brunnenstraße; Berlin eröffnet und die Doppelausstellung 'Richtige Frauen / Richtige Männer' mit Schlick und Cosima von Bonin im Boudoir und bei Bruno Brunnet, Contemporary Fine Arts, Berlin arrangiert. Neben kurzen Texten der Hausgöttinnen Djuna Barnes, Madonna und Tamara de Lempicka finden sich hübsche Arrangements mit der berühmten Puppe, eine Zeichnung Cosima von Bonins und Maskeraden.
- Heft 9/93: Die Männernummer, von Bruno Brunnet, Fine Arts verantwortet, umfangreicher, mit philosophischem Text von Schlick und deutlichen pornographischen Zeichnungen.
- Heft 10/94: Die Bleich-Rossi-Nummer, weiter mit dem Fortsetzungsroman von Michel Würthle, hinterer Deckel mit Michael Gorbatschow und Reinald Nohal in Farbe. Herausgeber und Edition Galerie Bleich-Rossi, Gabriela und Alexander Bleich-Rossi Graz.
- Heft 11/94: Die Graznummer. Faksimiles der Karten an das Forum Stadtpark zur Umfrage, ob das Logo der Loge vor dem Grazer Uhrturm aufgestellt werden soll (faksimilierte Handschriften von Wolff-Plottegg, Grässlin, Freya Krummel, Dietmar Steiner, Robert Fleck, Max Hetzler, Cosima von Bonin, Michael Krebber, Peter Pakesch, Franz Schiebl, Paul Zach, Peter Zawrel, Lore Heuermann, Jack Bauer).
- Heft 12/94: Die Nizzanummer „Für Oswald Wiener“ mit den Literaturhinweisen zitiert aus der 'verbesserung von mitteleuropa, roman'. Herausgeber Axel Huber, Nizza.
- Heft 13/95: J.B. Slik, a story is born. Die Oehlennummer. Collagen zum Erscheinen von 'You asked for disco'. Erschien als Beitrag zu der von Peter Weibel kuratierten Ausstellung Biennale Trigon 1995 „Jörg Schlick gründet den J.B.SLIK-Fanclub“ in der Neuen Galerie am Landesmuseum Joanneum, an der Rocko Schamoni, Schorsch Camerun u. a. mitgearbeitet haben. Wiedergegeben sind ganzseitige Collagen von Schlick (1951–2005), auf denen er in verschiedenen Lebenslagen, auch als Musiker, zu sehen ist.
- Heft 14/95: Die Corsennummer, 57 sw Bilder zusammengestellt von Axel Huber und Gabrielle Vitte. Herausgeber Gabrielle Vitte, Ajaccio Korsika und Axel Huber, Nizza.
- Heft 15/96: Die Exjunggesellennummer (see Koch 142). Bilder von den Hochzeitszeremonien Kippenbergers mit Elfie Semotan auf dem Standesamt in Wien, im Café Engländer ebendort und in Jennersdorf. Erkennbar sind (in der Reihenfolge des Auftretens) seine Tochter, Michel Würthle, Gisela Capitain, Peter Pakesch, Wolfgang Bauer, Johannes Gachnang, Wolfgang Jelinek, Helmut Lang, Michael Krebber, Cosima von Bonin, Peter Kogler, Reinald Nohal (Paris Bar), Irmelin Hoffer, Christian Reder, Martin Prinzhorn, Christian Ludwig Attersee, Cordula Reyer, Heimo Zobernig, Krista Fleischmann, Karola Kraus, Max Peintner, Walter Pichler, John Baldessari, Monika Kaesser, Edelbert Köb, Gerhard Rühm u. a. Fotos von Esther Freund, Herbert Fuchs, Jörg Schlick, Johannes Wohnseifer u. a.
- Die Aufbruchsnummer. (Das Zentralorgan der Lord Jim Loge; 16) Herausgegeben von monochrom und der Galerie Bleich Rossi, Wien: edition mono 2006
- Die Ölzweignummer. (Das Zentralorgan der Lord Jim Loge; 17) Herausgegeben von monochrom und der Galerie Bleich Rossi, Wien: edition mono 2007
- Sehr unangenehme Gesellschaft. Die Gesundschlachtungsnummer (Das Zentralorgan der Lord Jim Loge; 18) Herausgegeben von monochrom, Wien: edition mono 2014

## Übernahme (Lord Jim Loge powered by monochrom)

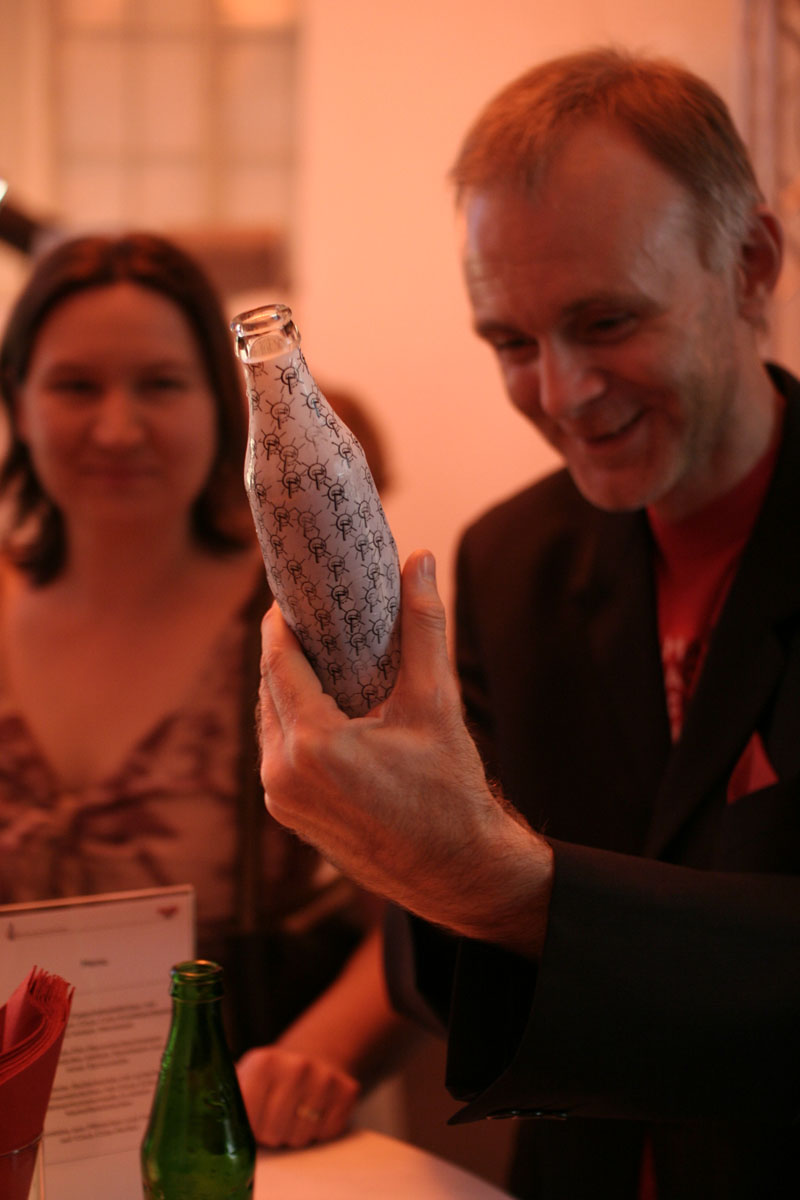
Die "Lord Jim Loge (powered by monochrom)' gewinnt 2006 den Coca-Cola Light Award.

Anfang Dezember 2005 verkaufte Jörg Schlick der Wiener Künstlergruppe monochrom alle Marken- und Nutzungsrechte der Lord Jim Loge, einschließlich Wort-Marke „Lord Jim Loge“, die Wort-Bild-Marke „Sonne Busen Hammer“ sowie die Wort-Marke „Keiner hilft Keinem“. monochrom übernahm damit aktiv die Loge und begann sie umzugestalten. Erster Schritt war die Umbenennung in „Lord Jim Loge (powered by monochrom)“ und Veröffentlichung von Presseaussendungen und einer neuen Philosophie der Gruppe, beruhend auf "neoliberaler Inklusion", so wurde etwa die männerbündlerische Regel abgeschafft, dass nur Männer Teil der Loge sein können. Diese alte Regel würde potentielle weibliche Investoren abschrecken, was man sich nicht mehr leisten könne. monochrom organisierte (unterstützt durch die Art-Consulting Agentur Teyssandier-Springer) eine Pressekonferenz in Berlin. Hier ging es in erster Linie um die Marken- und Nutzungsrechte:
Ohne die Zustimmung der Eigentümer der oben angeführten Markenrechte dürfen jene Werke, die Elemente dieser Marke beinhalten, keiner wie auch immer gearteten Werknutzung unterworfen werden. Dies betrifft vor allem Reproduktionen und Ausstellungen. Geprüft werden rechtliche Schritte gegen Galerien wie die NGBK in Berlin, die Galerie Bleich-Rossi in Wien und das Forum Stadtpark in Graz, die wegen demnächst stattfindender Ausstellungen Gefahr laufen, gegen diese Rechte zu verstoßen. Diese Vorgangsweise schafft die Basis für Franchising-Konzepte und künstlerische „Re-Start-Ups“.
Ziel von monochrom war es die aus der Welt der Konzerne bekannten Strategien wie "Merger" und "Gesundschlachtung" im Bereich der Kunst durchzuspielen sowie neoliberale Strategien in der Kunstwelt anzuwenden. Die Gruppe prüfte deswegen rechtliche Schritte gegen Galerien und Museen wie das MoMA in New York, da diese, laut monochrom, durch den Besitz von Kunstwerken, die das „Sonne Busen Hammer“-Logo trugen, in Gefahr liefen, gegen die Marken- und Nutzungsrechte zu verstoßen. Diese „Abmahnungen“ waren nur der erste Teil einer ironischen und gezielt aggressiven Reihe an Projekten, die monochrom mit der „Lord Jim Loge“ durchführten. Sie planten u. a. auch andere prekäre Künstlergruppen zu übernehmen, etwa die Public Netbase (Institut für neue Kulturtechnologien, Wien) und ubermorgen.com (u. a. Prix Ars Electronica 2005).
Als nächsten Schritt versuchten monochrom, den von den Gründervätern der Lord Jim Loge schon in den 1980er Jahren geäußerten Wunsch zu erfüllen, das Logo bekannter zu machen als Coca-Cola. Es war auch geplant Geld für eine Expansion der Loge aufzustellen, deswegen beteiligten sie sich im Jahre 2006 am von Coca-Cola Österreich ausgeschriebenen „Coca-Cola Light Art Award“ und gewannen 5000 Euro. Das Logo der Loge wurde auf 50.000 Flaschen Coca-Cola Light gedruckt und das Preisgeld dazu verwendet 12 Ölgemälde zur Geschichte der Lord Jim Loge und der Übernahme durch monochrom billig in China fertigen zu lassen. Der Verkaufserlös der Ölgemälde wurde dann in weitere Projekte investiert.
2013 konnten im Rahmen des Steirischen Herbst Künstler aus der Steiermark "um den Ankauf durch die Lord Jim Loge powered by monochrom buhlen." Roswitha Weingrill ging als Siegerin hervor und durfte bald darauf ihre erste Mission für die Lord Jim Loge antreten – eine Reise nach Singapur, die in einer Publikation der Loge aufgearbeitet wurde.
Das Projekt „Lord Jim Loge (powered by monochrom)“ wird bis heute in verschiedenen Formen fortgeführt.

## Publikationen
- We’re only in it for the Markenwert. Die Übernahme der Lord Jim Loge durch monochrom, erschienen in: Geistiges Eigentum und Originalität. Zur Politik der Wissens- und Kulturproduktion, Herausgeber: Odin Kroeger, Günther Friesinger, Paul Lohberger, Eberhard Ortland, Turia & Kant, Wien, 2011, ISBN 978-3-85132-613-0.